# Saint-Mars-la-Jaille
Saint-Mars-la-Jaille är en kommun i departementet Loire-Atlantique i regionen Pays de la Loire i nordvästra Frankrike. Kommunen ligger i kantonen Saint-Mars-la-Jaille som tillhör arrondissementet Ancenis. År 2018 hade Saint-Mars-la-Jaille 2 399 invånare.

## Befolkningsutveckling
Antalet invånare i kommunen Saint-Mars-la-Jaille
| Referens: INSEE |